# Gert Möller
Gert Möller (ur. 22 maja 1952) – szwedzki lekkoatleta, płotkarz, halowy mistrz Europy z 1974.
Specjalizował się w biegu na 400 metrów przez płotki, choć z powodzeniem startował w innych konkurencjach lekkoatletycznych. 
Zdobył złoty medal w sztafecie 4 × 2 okrążenia na halowych mistrzostwach Europy w 1974 w Göteborgu (sztafeta biegła w składzie: Michael Fredriksson, Möller, Anders Faager i Dimitrie Grama). Na mistrzostwach Europy w 1974 w Rzymie Möller odpadł w eliminacjach biegu na 400 metrów przez płotki.
Był mistrzem Szwecji w biegu na 400 metrów przez płotki w 1976 oraz w biegu na 800 metrów w 1981, a także w sztafecie 4 × 400 metrów w 1975, 1976, 1982 i 1984, w sztafecie 4 × 800 metrów w 1977, 1980, 1982 i 1987 oraz w sztafecie 4 × 1500 metrów w 1987. W hali był mistrzem Szwecji w biegu na 800 metrów w 1981. 
Był rekordzistą Szwecji w biegu na 400 metrów przez płotki z czasem 50,6 s, uzyskanym 18 sierpnia 1974 w Helsinkach.